# Verwoesting van de Kachovkadam

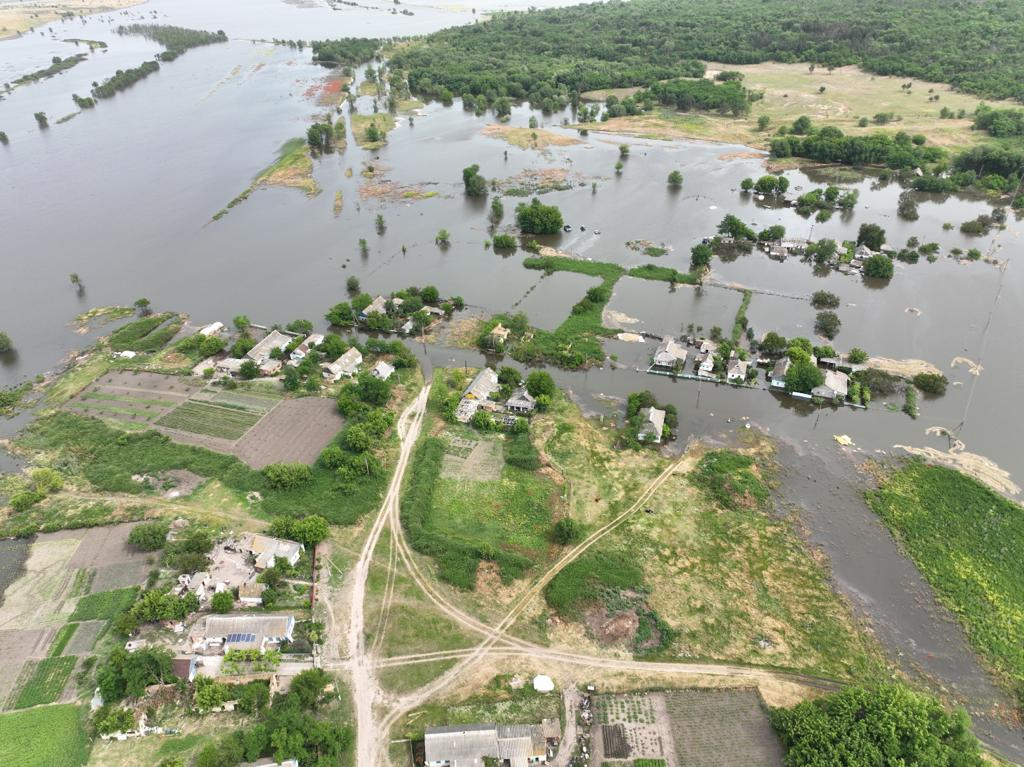
Na de verwoesting de overstroming, beeld 10 juni 2023

Tijdens de Russische invasie van Oekraïne werd in de ochtend van 6 juni 2023 een aanzienlijk deel van de Kachovkadam verwoest, waarna een grote hoeveelheid water ongecontroleerd uit het Kachovka-stuwmeer in de Dnjepr en het omliggende land stroomde. Hierdoor viel ook de watertoevoer aan de Krim (via het Noord-Krimkanaal) grotendeels weg. Grote hoeveelheden land kwamen onder water te staan en tienduizenden mensen moesten uit het overstromingsgebied worden geëvacueerd. 

## Mogelijke oorzaken
Veelal werd uitgegaan van een of meerdere explosies, die mogelijk binnen de dam zelf plaatsvonden. Gegevens van de Noorse seismologische dienst Norsar zouden bevestigen dat er rond 3 uur 's nachts een explosie plaatsvond op de betreffende locatie, kort voordat de eerste berichten over de doorbraak naar buiten kwamen.
Daarnaast werd rekening gehouden met het alternatieve scenario dat de dam mogelijk bezweken was door eerdere schade, die was ontstaan nadat de Russen in november 2022 een deel van de dam hadden opgeblazen. Een filmpje waarop beelden van dit laatste zijn te zien, ging na de damdoorbraak veelvuldig rond op sociale media. De beschadigde dam zou de druk van de zeer hoge waterstand in het stuwmeer niet langer aankunnen.
Analisten die op verzoek van de New York Times naar de beschikbare gegevens keken, gingen ervan uit dat er explosieven in galerij geplaatst waren. Deze galerij liep door de betonnen basis van de dam. Op foto's van de dam, waar de waterstand inmiddels de betonnen basis blootlegde, bleek deze basis te zijn verdwenen op de plek van de dambreuk.
Oekraïne en Rusland beschuldigden elkaar er over en weer van de dam, die kort na het begin van de invasie in Russische handen was gevallen, te hebben vernietigd.

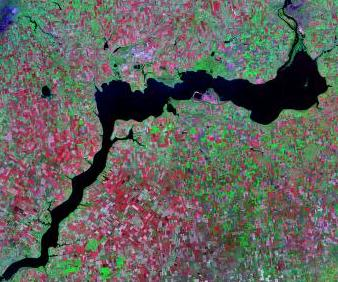
Landsat-beeld uit 2000 van het langgerekte stuwmeer

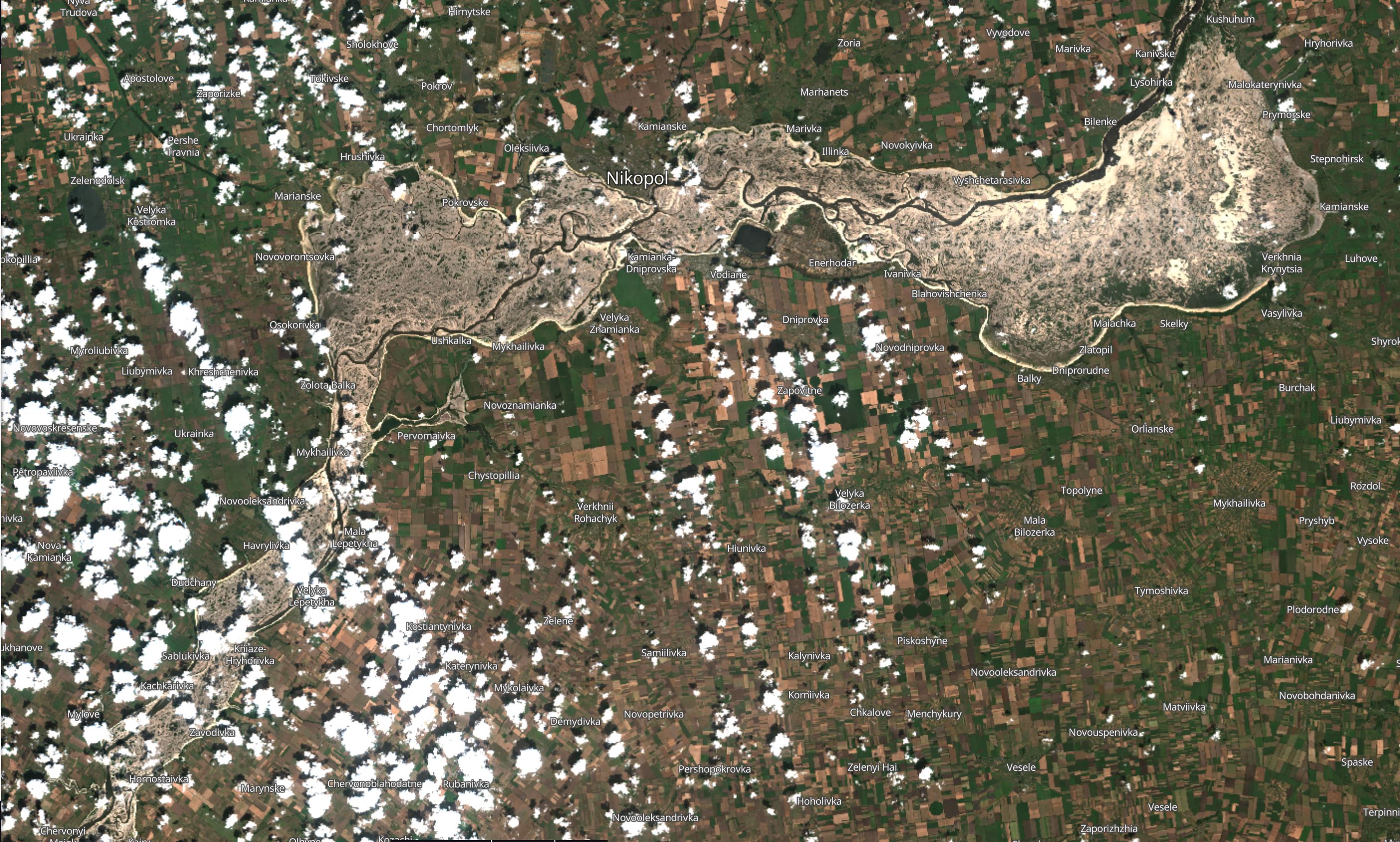
Beeld van Sentinel-2 L2A-satelliet genomen op 15 juli 2023 en getoond als True Colour (band 4,3,2). De witte vlokken zijn wolken.

## Gevolgen

### Gevaar voor kerncentrale
De kerncentrale Zaporizja, de grootste kerncentrale van Europa, haalde tot dan toe altijd koelwater uit het stuwmeer achter de dam, maar raakte als gevolg van de dambreuk aangewezen op een noodreservoir. Volgens het Internationaal Atoomenergie Agentschap zou de centrale met dat water enige tijd veilig kunnen opereren. 
Op 15 juni 2023 bezocht Rafael Grossi, de Argentijnse directeur van het IAEA,  het complex in Zuid-Oekraïne om zelf te zien hoe de kerncentrale omging met de gevolgen van de vernietiging van de Kachovkadam.

### Oekraïens tegenoffensief
Eind 2023 noemt het ISW het waarschijnlijk dat de vernietiging het Oekraïens tegenoffensief in Zuid-Oekraïne vertraagd en de Russen geholpen heeft.